# Breitner Tamás
Breitner Tamás (Budapest, 1929. április 13. – Pécs, 1991. március 26.) magyar karmester, zeneigazgató. Liszt Ferenc-díjas, érdemes művész. Karikó Teréz férje volt (elváltak).

## Életpályája
1951–1956 között a Zeneakadémia karmesterképző szakán tanult Somogyi László tanítványaként. 1960–1970 között a Fővárosi Operettszínház karmestere volt. 1970–1991 között a Pécsi Nemzeti Színház karmestere, 1984-től zeneigazgatója, valamint a Pécsi Filharmonikus Zenekar vezetője volt. Pécsett több nagy sikerű operabemutató fűződik a nevéhez.

## Díjai, elismerései
- a Francia Akadémia nagydíja
- Liszt Ferenc-díj (1973),
- érdemes művész (1978).

## Diszkográfiája
Kilenc Hungaroton-lemezfelvétele van.